# Gundam
Gundam je označení pro metasérii japonských anime seriálů společnosti Sunrise. Slovo Gundam zároveň označuje humanoidní roboty ovládané lidmi. Gundam je většinou zkratka, jejíž význam je lehce odlišný v jednotlivých anime seriálech.

## Gundam seriály
Gundam seriály patří do kategorie Sci-fi anime, odehrávají se daleko v budoucnosti nebo v alternativním světě. Ne všechny seriály spolu ale souvisí, to určuje universe nebo kalendář v anime použitý. Používá se odlišný kalendář od toho našeho, na tento kalendář se obvykle přejde v momentě, kdy lidé začnou opouštět Zemi a kolonizují okolní vesmír.
Přesto, že existuje mnoho paralelních seriálů a skupin seriálů, které na sobě přímo nezávisí, existuje nápadná podobnost mezi jednotlivými podrobnostmi konkrétních anime. Většinou se odehrává boj mezi geneticky, či jinak upravenými lidmi a těmi "přírodními" na straně druhé. Zároveň se málokdy setkáte s konfliktem dvou stran. Sice většinou existují dvě hlavní velké síly, které proti sobě bojují, ale objevují se i individuální postavy, státy a organizace, které mají jiné zájmy, a jiné cíle než dva hlavní bojující strany.

## Charakteristika a odlišnosti

### Universal Century
U.C. (Universal Century): První o dosud nejobsáhlejší universum, z něhož více či méně vycházejí pozdější série. Dějová linie se zaměřuje především na konflikt mezi Earth Federation a Principality of Zeon. Výraz „Gundam“ (zkratka pro "General Utility Non-Discontinuity Augmented Maneuvering System") byl název pro první experimentální univerzální mobile suit chráněným pancířem ze speciální slitiny Gundarium , který svou bojovou silou vysoce překračoval schopnosti hromadně vyráběných mobile suitů obou stran, proto následně vyráběné mobilní zbraně, které vycházely z návrhu prvního modelu, nesou taktéž označení gundam (např. RX-178 Gundam Mk-II nebo MSZ-006 Zeta Gundam).

### Future Century
F.C. (Future Century): První z alternativních vesmírů. Zachycuje vizi budoucnosti, kdy většina lidí opustila zpustošenou Zemi a usídlila se ve vesmírných koloniích. Aby se zabránilo dalším válkám, kolonie se rozhodly pořádat velká klání (tzv. Gundam Fight). Kolonie, z níž pochází vítěz, má právo vládnout ostatním koloniím po 4 roky. Gundamové jsou stavěni speciálně pro tyto souboje, proto je výraz „Mobile Suit“ zde nahrazen výstižnějším „Mobile Figter“ (např. JDG-009X Devil Gundam nebo JMF-1336R Rising Gundam). Dalším specifikem je používání tzv. Mobile Trace System, který má napodobovat pohyby pilota. Prostředí i charaktery jsou od ostatních sérií velmi odlišné a i pojetí gundamů má docela daleko k žánru real mecha, proto bývá MF G-Gundam některými skalními fanoušky pokládán za nejslabší z celé metasérie.

### After Colony
A.C. (After Colony): Pro západní svět zřejmě nejznámější universum, ve kterém vesmírné kolonie trpí pod útlakem United Earth Sphere Alliance, která tak činí vlivem polovojenské Organization of Zodiac. Ovšem tato situace nikdy nepřerostla v otevřenou válku, protože kolonie vždy toužily spíše po mírovém řešení. Proto má boj kolonií za svobodu spíše formu záškodnické války a je mířen zprvu proti OZ. Za gundamy jsou zde považovány mobile suity, které jsou vyráběny z gundania, slitiny, kterou je možno vyrábět pouze ve vesmíru, vykazuje ohromnou odolnost proti konvenčním zbraním a zneviditelňuje pro radar, protože pohlcuje elektromagnetické vlny (GUNDAnium Mobile suit). Navíc má každý gundam jméno, které vychází z podoby nebo vlastnosti konkrétního modelu (např. XXXG-01W Wing Gundam, XXXG-01D Gundam Deathscythe nebo XXXG-01H Gundam Heavyarms)

### After War
A.W. (After War): Volné pokračování U. C., které řeší, co by se stalo, kdyby po dopadu ohromné orbitální kolonie byla zničena většina zemského povrchu, zabita většina populace a přeživší by museli živořit v ruinách dřívější civilizace. Návrhy gundamů jsou volně založeny na mobile suitech z Universal Century.

### Correct Century
C.C. (Correct Century): Příběh toho universa se odehrává asi 3000 let po U.C. Líčí se v něm válka mezi vesmírnými kolonisty, kteří sami sebe nazývají „the Moonrace“ a chtějí znovu kolonizovat Zemi, a Earth Militia, silami pozemských feudalistů. C.C. znamenal silný odklon od zbytku metasérie, protože není zasazen do éry moderní futuristické technologie, ale časů blízko 20. století, neboť pozemšťané po letech míru technologicky degradovali a zapomněli jak cestovat do vesmíru. Označení „Gundam“ nese prastarý systém WD-M01 ∀ Gundam, který byl během invaze kolonistů nalezen na Zemi.

### Cosmic Era
C.E. (Cosmic Era): Universum částečně podobné U.C. a také druhé nejobsáhlejší. Zaměřuje se na válku mezi Earth Alliance (především Atlantic Federation a fanatickým Blue Cosmos/Logos) a ZAFT (Zodiac Alliance of Freedom Treaty), do které jsou zataženy i jiné, neutrální národy (Orb Union). Především jde ale o konflikt mezi „přirozenými lidmi“ a geneticky vylepšenými „koordinátory“. Za gundamy je zde považován mobile suit se speciálním operačním systémem, např. GAT-X105 Strike Gundam (os General Unilateral Neuro-link Dispersive Autonomic Maneuver system), ZGMF-X10A Freedom Gundam (os Generation Unsubdued Nuclear Drive Assault Module complex) nebo ZGMF-X56S Impulse Gundam (os Generation Unrestricted Network Drive Assault Module)

### Anno Domini
A.D. (Anno Domini): Nejnovější a zároveň první universum, jehož časová linie odpovídá současnému letopočtu. Zavádí nás na Zemi roku 2307, kdy jsou vytěženy fosilní paliva a jediný nový zdroj energie, ohromné solární kolektory obíhající kolem Země, drží tři mocenské bloky: Union of Solar Energy and Free Nations (Organizace Amerických Států, Australasie a Japonsko), Human Reform League (Čína, Rusko, Indie a další asijské státy) a Advanced European Union (většina Evropy a Turecka, Grónsko a Palestina), které zneužívají svoji dominantní pozici a využívají tento nevyčerpatelný zdroj pouze pro sebe a své spojence, zatímco zbytek světa se utápí ve válkách o suroviny a zbývající paliva. Z válečného chaosu se rodí soukromá vojenská organizace Celestial Being, která usiluje o ukončení všech válek. Termín „Gundam“ označuje v A.D. řadu unikátních a vysoce účinných mobilních zbraní vyvinuty Celestial Being (např. GN-001 Gundam Exia a GN-002 Gundam Dynames). Navíc od ostatních mobilních zbraní jsou vybaveni tzv. GN Drive nebo Solar Furnace, která umožňuje jednotce operovat po neomezenou dobu bez nutnosti doplňovat palivo.

## Válečné konflikty
Seriály Gundam jsou o válce. Piloti s pomocí gundam robotů bojují na jedné ze dvou nebo většinou více válčících stran. Války vznikají z různých důvodů, a většinou jsou velmi tragické. Zejména vůdci válčíčích stran jsou sobečtí a ochotní pro dosažení svého cíle obětovat obrovské množství životů. Není výjimkou, že najdete podobnosti mezi jednotlivými gundam anime. Dějově spolu však nesouvisí, dokonce i názvy jednotlivých organizací a jiných termínů jsou jiné, i když někdy podobné (viz názvy kalendářů, geneticky upravených lidí apod.)

## Mecha anime
Už z podstaty významu slova Gundam jsou všechny gundam seriály mecha anime. Mecha znamená, že se v ději objevují právě obrovští roboti ovládaní lidmi. Gundam evokuje lidskou podobu, má něco jako hlavu i končetiny jako člověk. Chování robota je také podobné člověku a stejně tak jeho styl boje, často uvidíte jak střílí ze zbraní podobně jako vojáci, nebo používá meč třeba jako samurajové.
Gundam roboti patří do skupiny zbraní nazývaných "mobile suit" (někdy se Mobile suit objevuje i v názvu anime, viz Mobile Suit Gundam 00 apod.). Kromě mobile suit používají armády v gundam anime ještě mobile armour. Mobile armour na rozdíl od gundamů neevokuje lidskou podobu. I když také dokáže měnit svůj tvar a v mnohém se mobile suit vyrovná, jedná se o jiný typ zbraně.

## Technologický pokrok
Gundam roboti jsou stroje a kromě pilotů potřebují i vědce, vývojáře i opraváře, kteří se o ně starají, opravují je a vylepšují. V gundam seriálech je pokrok hnacím motorem konfliktů, všechny zúčastněné strany se snaží co nejrychleji vyvinout co nejvýkonnějšího, nejrychlejšího a nejsilnějšího robota. Díky tomu se technologický pokrok promítá do samotného boje. Tím jak jsou modely stále dokonalejší se i vývoj války obrací pozitivně pro jednu či druhou stranu.
Mezi zbraně, které gundam používá patří většinou něco jako meč, puška (ve velikostech robota se spíš jedná o dělo) a většinou umějí roboti používat i rakety. Na závislosti na specializaci konkrétního robota pak používá i další typy zbraní. Pomocí kombinace různých mechanických nástrojů, zdroje energie a konkrétních zbraní může gundam většinou použít ještě ničivější zbraně.

## Animované série a filmy
| Název                                                      | Médium                       | Rok vzniku                            |
| ---------------------------------------------------------- | ---------------------------- | ------------------------------------- |
| Mobile Suit Gundam                                         | TV série Kompilační filmy    | 1979-1980 1981-1982                   |
| Mobile Suit Zeta Gundam                                    | TV série Kompilační filmy    | 1985-1986 2005-2006                   |
| Mobile Suit Gundam ZZ                                      | TV série                     | 1986-1987                             |
| Mobile Suit Gundam: Char's Counterattack                   | Film                         | 1988                                  |
| Mobile Suit Gundam 0080: War in the Pocket                 | OVA                          | 1989                                  |
| Super Deformed Gundam                                      | Film OVA TV série            | 1988-1989, 1991, 1993 1988, 1990 1993 |
| Mobile Suit Gundam F91                                     | Film                         | 1991                                  |
| Mobile Suit Gundam 0083: Stardust Memory                   | OVA Kompilační film          | 1991 1992                             |
| Mobile Suit Victory Gundam                                 | TV série                     | 1993                                  |
| Mobile Fighter G Gundam                                    | TV série                     | 1994                                  |
| Mobile Suit Gundam Wing                                    | TV série Kompilační OVA      | 1995 1996                             |
| Mobile Suit Gundam: The 08th MS Team                       | OVA Kompilační film          | 1996 1998                             |
| After War Gundam X                                         | TV série                     | 1996                                  |
| New Mobile Report Gundam Wing: Endless Waltz               | OVA Kompilační film          | 1997 1998                             |
| Turn A Gundam                                              | TV série Kompilační filmy    | 1999-2000 2002                        |
| Gundam the Ride: A Baoa Qu                                 | Atrakce v zábavním parku     | 2000                                  |
| Gundam Neo Experience 0087: Green Divers                   | Film speciálního formátu     | 2001                                  |
| Gundam Evolve                                              | Krátké animované filmy       | 2001-2005                             |
| Mobile Suit Gundam SEED                                    | TV série Kompilační speciály | 2002-2003 2004                        |
| Superior Defender Gundam Force                             | TV série                     | 2003-2004                             |
| Mobile Suit Gundam MS IGLOO                                | Filmy OVA                    | 2004 2006                             |
| Mobile Suit Gundam SEED Destiny                            | TV série Kompilační speciály | 2004-2005 2006-2007                   |
| Mobile Suit Gundam SEED C.E. 73: Stargazer                 | ONA                          | 2006                                  |
| Mobile Suit Gundam 00                                      | TV série                     | 2007-2009                             |
| Mobile Suit Gundam MS IGLOO 2                              | OVA                          | 2009                                  |
| Mobile Suit Gundam Unicorn                                 | OVA Kompilační TV série      | 2016                                  |
| Mobile Suit Gundam 00 Movie: A Wakening of the Trailblazer | Filmy                        | 2010                                  |
| Model Suit Gunpla Builders Beginning G                     | OVA                          | 2010                                  |
| Mobile Suit Gundam AGE                                     | TV série                     | 2011-2012                             |
| Gundam Build Fighters                                      | TV série                     | 2013-2015                             |
| Mobile Suit Gundam-san                                     | TV série                     | 2014                                  |
| Gundam Reconguista in G                                    | TV série                     | 2014-2015                             |
| Mobile Suit Gundam: The Origin                             | OVA                          | 2015-                                 |
| Mobile Suit Gundam: Iron-Blooded Orphans                   | TV série                     | 2015-2017                             |
| Mobile Suit Gundam Thunderbolt                             | ONA Kompilační filmy         | 2015-2017 2016-2017                   |
| Mobile Suit Gundam: Twilight Axis                          | ONA                          | 2017-                                 |